# Пушкаш, Лайош
Ла́йош Пу́шкаш (венг. Puskás Lajos; род. 13 августа 1944, Tetétlen, Хайду-Бихар) — венгерский футболист и футбольный тренер, играл на позиции нападающего; участник чемпионата мира 1966 года.

## Биография

### Клубная карьера
Пушкаш начинал карьеру в клубе «Дебрецен», за который играл в течение четырёх сезонов. 
В 1964 году Пушкаш перешёл в «Вашаш», в составе которого отыграл десять сезонов, выиграв два чемпионских титула в 1965 и 1966 годах, а также Кубок Венгрии 1973 года. В этом же клубе он завершил карьеру в возрасте 30 лет.

### Карьера в сборной
В составе сборной Венгрии был в заявке сборной на чемпионате мира 1966 года, но на турнире не играл. Всего за сборную Венгрии сыграл 7 матчей, в которых забил 1 гол.

### Тренерская карьера
Пушкаш работал главным тренером ряда венгерских команд, среди которых были «Капошвар Ракоци» (1979—1981), «Диошдьёр» (1981—1983), «Дебрецен» (1985—1987) и «Вашаш» (1988), а также греческий «Аполлон Понту».

## Достижения
«Вашаш»
- Чемпион Венгрии (2): 1965, 1966;
- Обладатель Кубка Митропы (2): 1965, 1969/70;
- Обладатель Кубка Венгрии (1) : 1972/73.